# Wojciechowice (Kłodzko)

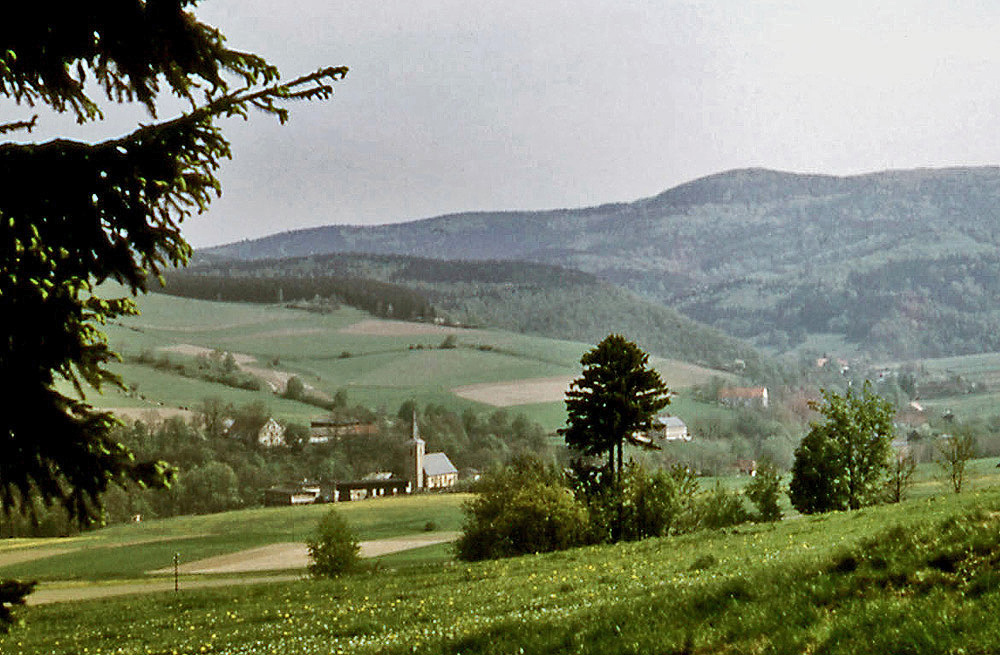
Königshain (Wojciechowice) von Süden

Wojciechowice (deutsch: Königshain) ist ein Ort in der Landgemeinde Kłodzko im Powiat Kłodzki der Woiwodschaft Niederschlesien in Polen. Es liegt vier Kilometer nordöstlich von Kłodzko (Glatz).

## Geographie
Wojciechowice zieht sich vier Kilometer an einer Straße entlang, die von Glatz im Tal des Königshainer Baches (Jodłownik) in nordöstlicher Richtung auf die Passhöhe des Warthagebirges (Góry Bardzkie) führt. Nachbarorte sind Boguszyn (Friedrichswartha) im Nordwesten, Podzamek (Neudeck) im Südosten, Jaszkówka (Neuhannsdorf) und das wüste Joswików (Josephstal) im Süden sowie Kłodzko im Südwesten. Östlich des Dorfendes liegt der 751 m hohe Königshainer Spitzberg (polnisch Ostra Góra).

## Geschichte
„Kunigshain“ wurde 1324 gegründet und gehörte von Anfang an zum Glatzer Land, mit dem es die Geschichte seiner politischen und kirchlichen Zugehörigkeit teilte. 1360 wurde die Pfarrkirche St. Michael erstmals erwähnt. Während der Zeit der Reformation konnte sich der Katholizismus in Königshain zunächst weiter behaupten. Nach einer Erhebung des Glatzer Dechanten David Fechtner wirkte am 20. Mai 1577 im Königshainer Pfarrsprengel noch ein katholischer Priester. Später diente die St.-Michaels-Kirche als lutherisches Gotteshaus.
Nachdem die Grafschaft Glatz nach der Schlacht am Weißen Berg 1622 durch die Kaiserlichen zurückerobert worden war, wurden die Kirchen wiederum den Katholiken zugewiesen. Wegen des damals herrschenden Mangels an katholischen Priestern versorgte den Pfarrsprengel Königshain zugleich mit den Pfarreien Rengersdorf und Eisersdorf der damalige Dechant der Grafschaft Glatz, Hieronymus Keck.
Nach dem Ersten Schlesischen Krieg 1742 und endgültig mit dem Hubertusburger Frieden 1763 kam Königshain zusammen mit der Grafschaft Glatz an Preußen. Zu Beginn der 1750er Jahre war Andreas Faulhaber Kaplan in Königshain.
Nach der Neugliederung Preußens gehörte Königshain ab 1815 zur Provinz Schlesien und wurde 1816 dem Landkreis Glatz eingegliedert, mit dem es bis 1945 verbunden blieb. 1874 wurde der Amtsbezirk Königshain gebildet, zu dem die Landgemeinde Königshain sowie der Gutsbezirk Königshain gehörten. 1939 wurden 903 Einwohner gezählt. Zu Königshain gehörten die Kolonien Josephstal (Jóźwików), Marienthal und Spittelhäuser.
Als Folge des Zweiten Weltkriegs fiel Königshain 1945 wie fast ganz Schlesien an Polen und wurde in Wojciechowice umbenannt. Die deutsche Bevölkerung wurde vertrieben. Die neu angesiedelten Bewohner waren zum Teil Heimatvertriebene aus Ostpolen, das an die Sowjetunion gefallen war. 1975–1998 gehörte Wojciechowice zur Woiwodschaft Wałbrzych (Waldenburg).

## Sehenswürdigkeiten

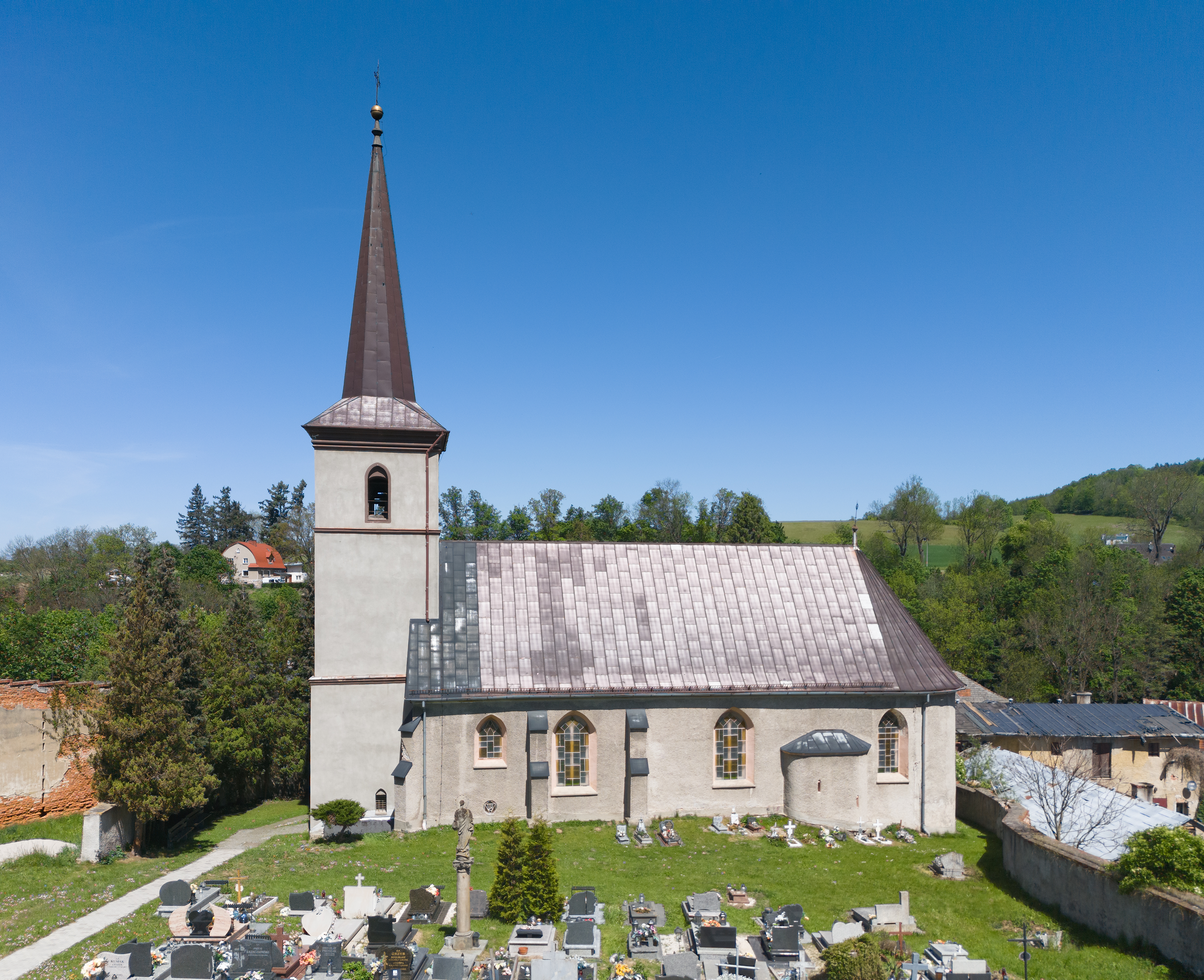
Die Pfarrkirche St. Michael

- Die 1360 erwähnte katholische Pfarrkirche St. Michael (Kośćiół Michała Archanioła) wurde im 15. Jahrhundert als gotische Saalkirche neu errichtet und um 1730 umgebaut. Der Turm mit achtseitigem Spitzhelm wurde Ende des 19. Jahrhunderts errichtet. Die Ausstattung ist neugotisch.
- Das Pfarrhaus aus der ersten Hälfte des 18. Jahrhunderts wurde im 19. Jahrhundert umgebaut.
- Die kleine Wallfahrtskirche „Maria Trost“ auf dem Spittelberg (Wzgórze Marii) wurde 1715 errichtet. Zu der Anlage gehören eine Mariensäule und Kreuzwegstationen. Sie liegt am südwestlichen Dorfrand.
- Die Schneiderbaude (Dom Krawca, vorher Zajazd Kukułka) ist ein Ausflugslokal mit weiter Aussicht in die bergreiche Umgebung. Sie liegt etwa einen Kilometer südlich von Königshain.